# Thiên văn học quang học
Thiên văn học quang học bao gồm nhiều quan sát qua kính viễn vọng nhạy cảm trong phạm vi của ánh sáng khả kiến (kính thiên văn quang học). Nó bao gồm hình ảnh, nơi một hình ảnh của một số loại được làm bằng vật; phép đo sáng, trong đó đo lượng ánh sáng đến từ một vật thể hoặc quang phổ, nơi mà sự phân bố của ánh sáng đó đối với bước sóng của nó được đo, trạng thái phân cực của ánh sáng đó được đo. Một ví dụ về quang phổ học là nghiên cứu các đường quang phổ để hiểu được loại vật chất mà ánh sáng đi qua. Thiên văn học quang học cũng bao gồm nhìn trời đêm. Thiên văn học quang học là một phần của thiên văn học và khác với thiên văn học khác dựa trên các loại ánh sáng không nhìn thấy được trong phổ bức xạ điện từ, chẳng hạn như sóng vô tuyến, hồng ngoại, cực tím, tia X và tia gamma.

## Lịch sử

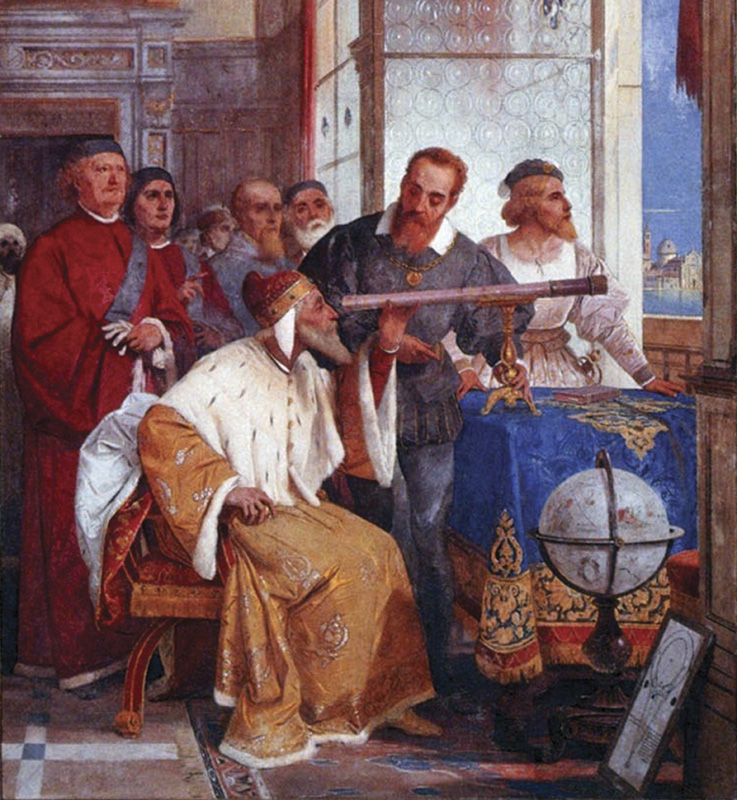
Fresco by Giuseppe Bertini depicting Galileo showing the Doge of Venice how to use the telescope

## Ảnh hưởng của độ sáng xung quanh
Khả năng nhìn thấy các vật thể bầu trời trong bầu trời đêm bị ảnh hưởng bởi sự ô nhiễm ánh sáng. Sự hiện diện của Mặt Trăng trong bầu trời đêm đã cản trở việc quan sát thiên văn bằng cách tăng lượng ánh sáng xung quanh. Với sự xuất hiện của nguồn ánh sáng nhân tạo, tuy nhiên, ô nhiễm ánh sáng đã được một vấn đề ngày càng tăng để xem bầu trời đêm. Các bộ lọc đặc biệt và sửa đổi các thiết bị chiếu sáng có thể giúp làm giảm bớt vấn đề này, nhưng đối với những quan điểm tốt nhất, các nhà thiên văn học chuyên nghiệp và nghiệp dư đều tìm kiếm các địa điểm quan sát nằm xa các khu đô thị lớn.